# Алоф, Мари-Александр

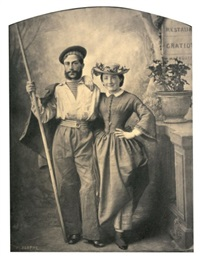
Фоторабота М. А. Алофа

Мари-Александр Алоф (фр. Marie-Alexandre Alophe, настоящее имя Адольф Меню, фр. Adolphe Menut; 6 июня 1812, Париж — 10 августа 1883, Париж) — французский художник, литограф, иллюстратор, фотограф.

## Биография
Обучался живописи в Парижской школе изящных искусств под руководством Камиля Жозефа Этьена Рокплана и Поля Делароша.
Художник-портретист. Автор большого количества литографических портретов видных деятелей культуры, в первую очередь, композиторов и музыкантов Франции. Его литографии, хорошо воспринятые современной ему публикой, характеризуются фотографической точностью и чувственностью.
В качестве фотографа, в основном, занимался жанровыми сценами.
Работы Мари-Александра Алофа хранятся ныне в собраниях Национальной библиотеки Франции.

## Галерея

Избранные литографические портреты работы Мари-Александра Алофа
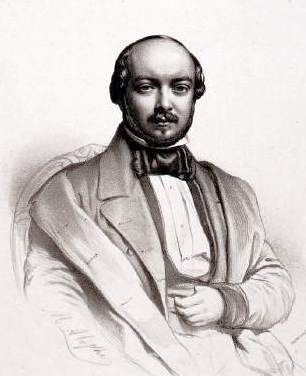
Феликс Годефруа
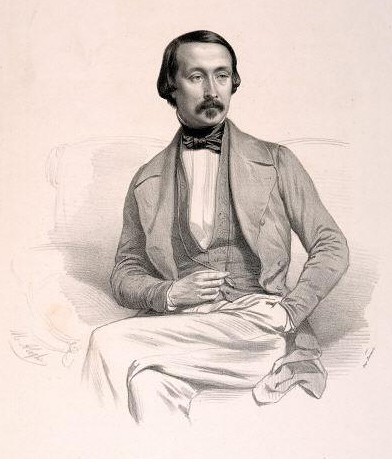
Феликс Ле Куппе
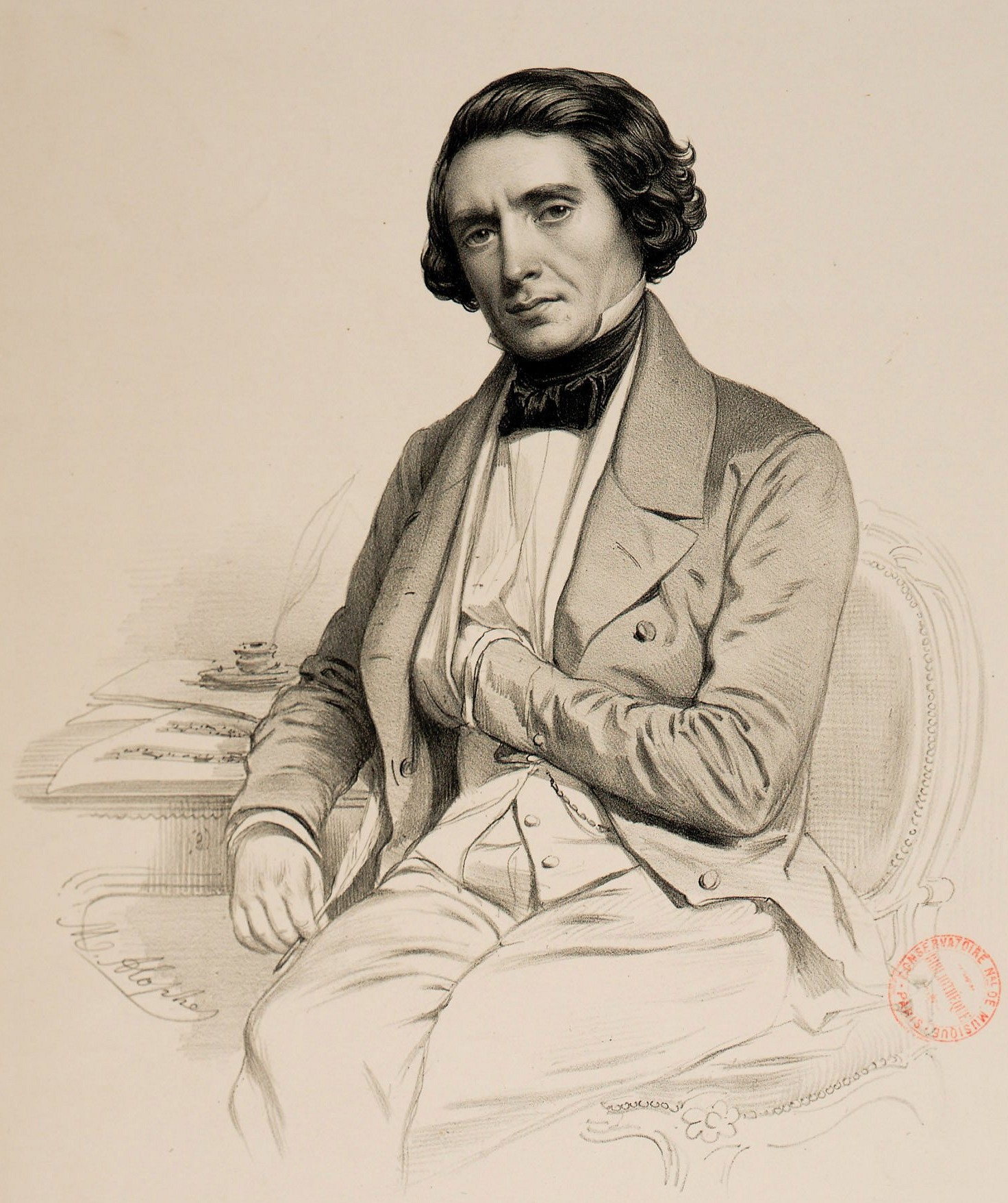
Ипполит Коле
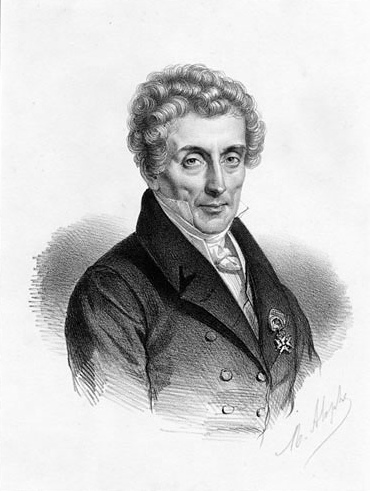
Луиджи Керубини (1839)
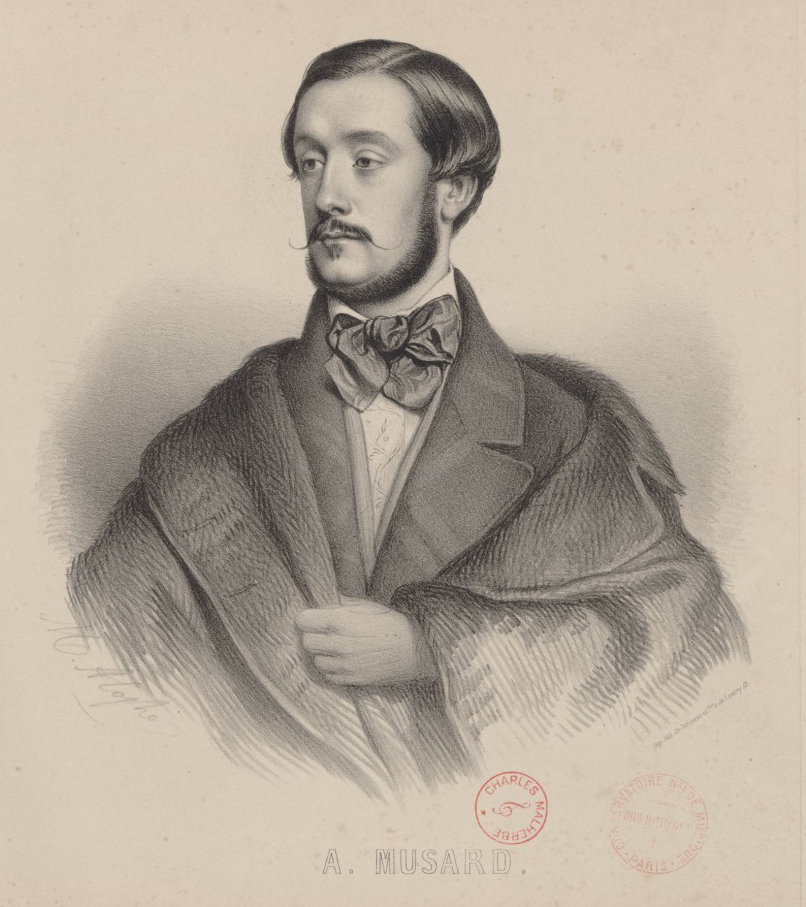
Альфред Мюзар